# Юкон (отель)
Отель «Юкон» (англ. Yukon Hotel) — национальный исторический памятник Канады и часть исторического комплекса Доусона. Это бревенчатое здание с трехэтажным фальшифасадом на углу Первой авеню и Черч-стрит в городе Доусон, Юкон.

## История
Здание было построено в 1898 году по проекту Дж. Э. Бане во время клондайкской золотой лихорадки. Бане назвал его кварталом Бане (Binet Block). Он и его брат Дж. О. Бине были местными предпринимателями,  также управляли Malden House, отелем Marconi, салуном братьев Бине и компанией Binet Brosв Доумоне, а так же отелем и магазином в Мейо. Дж. Э. Бане с работниками использовали все имеющиеся в наличии строительные материалы, спеша завершить постройку здания к ноябрю. Узкое здание имело большие окна на уровне улицы, обрамляющие главный вход. Только фасад был сделан из фрезерованного бруса, так как его не хватало; остальная часть здания была сделана из «грубых бревен, покрытых грязью».
Отель был сдан в аренду правительству Канады за 1000 долларов в месяц. Власти использовали его как офис комиссара Юкона Уильяма Огилви, офисы земельных и лесных агентов, территориального регистратора и в качестве жилых помещений для персонала. В ноябре 1900 года правительство перенесло свои офисы в почтовое отделение, недавно построенное на углу Третьей улицы и Кинг-стрит. Позднее Бине использовал зданием в качестве своей резиденции.
В последующие годы здание много раз меняло владельцев. Генри Фримен купил квартал Бине в 1909 году и управлял им как отелем «Отдых шахтера» (Miner's Rest Hote). В 1913 году Минни Уитмор переименовала его в отель «Фримен». Здание было куплено отельером Эммой Уилсон в 1933 году, чей близлежащий отель был уничтожен пожаром. Она переименовала его в отель «Юкон» в честь прежнего отеля. С 1898 по 1902 год управляющим отеля был Джеймс Буг,  с 1903 по 1907 год — Джон Борланд, после этого вплоть до закрытия в 1957 году отелем управлял Уилсон.
Пьер Бертон и другие уроженцы Доусона призвали правительство Канады спасти и восстановить это здание. В 1975 году Фонд Heritage Canada приобрел «пустое и ветхое» здание всего за 1 доллар, а к 1980 году потратил на его реконструкцию 386 000 долларов . В 1983 году фонд продал здание, а в 1985 году его приобрел владелец гостиницы и оператор отеля «Эльдорадо» Питер Дженкинс.
12 июня 1982 года отель был объявлен Национальным историческим памятником Канады. В тот же день на большой скале рядом со зданием была установлена памятная доска. Выбор был сделан на основании его "демонстрации особенностей типичных коммерческих зданий, построенных в разгар клондайкской золотой лихорадки, таких как расположение вплотную к тротуару, скат крыши, трёхэтажный фальшфасад и бревенчатая конструкция. Отель является частью исторического комплекса Доусона вместе с другими пограничными зданиями, идентифицированными Советом по историческим местам и памятникам Канады, включая близлежащую англиканскую церковь Святого Павла, зданий банка Британской Северной Америки и библиотеки Карнеги.